# Akito Miura
Akito Miura (japanisch 三浦 旭人 Miura Akito; * 11. August 1987 in der Präfektur Osaka) ist ein ehemaliger japanischer Fußballspieler.

## Karriere
Miura erlernte das Fußballspielen in der Jugendmannschaft von den Yokohama F. Marinos und der Universitätsmannschaft der Juntendo-Universität. Seinen ersten Vertrag unterschrieb er 2010 bei Gainare Tottori. Der Verein spielte in der dritthöchsten Liga des Landes, der Japan Football League. 2010 wurde er mit dem Verein Meister der Japan Football League und stieg in die J2 League auf. 2013 wechselte er zum Drittligisten FC Ryukyu. 2014 wechselte er zum Ligakonkurrenten Renofa Yamaguchi FC. Ende 2014 beendete er seine Karriere als Fußballspieler.

## Erfolge
Yokohama F. Marinos
- J1 League

Meister: 2004